# اثرآفرینان
اثرآفرینان (عنوان کامل: اثرآفرینان، زندگی‌نامهٔ نام‌آوران فرهنگی ایران) مجموعه‌ای ۶جلدی در معرفی پدیدآورندگان نام‌آور ایرانی است که از ۱۳۷۷ تا ۱۳۸۰ خورشیدی توسط انجمن آثار و مفاخر فرهنگی در تهران منتشر شد. این مجموعه در ابتدا زیر نظر سید کمال حاج‌سیدجوادی و عبدالحسین نوایی منتشر شد، اما ویرایش دوم آن، که در سال ۱۳۸۴ منتشر شد، زیر نظر محمدرضا نصیری بود.
این فرهنگ اَعلام تقریباً ۱۰٬۰۰۰ مدخل دارد و فقط کسانی را شامل می‌شود که حداکثر تا سال ۱۳۰۰ خورشیدی متولد شده باشند. شرح‌حال‌ها در این کتاب مختصر و متناسب با خوانندهٔ عمومی است و دانشمندانی از حوزه‌های گوناگون چون دین و ادب و هنر و علوم محض را پوشش می‌دهد که ایرانی بوده‌اند یا در ایران زیسته‌اند یا اثری به فارسی پدید آورده باشند.

## نقد
سید علی آل داود این کتاب را در مجموع برای «مراجعات فوری محققان و استفادهٔ عامهٔ اهل کتاب، مفید و قابل استفاده و ارزنده» می‌داند و نقاط قوت زیر را برای آن قائل است:
1. ایجاز و اختصار مداخل به‌گونه‌ای که از ذکر اقوال مختلف و متضاد دربارهٔ یک شخص پرهیز شده و تنها به ذکر اصحّ مطالب بسنده شده و البته ذیل هر مدخل منابعی برای مطالعهٔ بیشتر ذکر شده‌است.
2. استفاده از منابع کهن‌تر و دست اول و در عین حال معرفی مراجع جدید و متأخر ذیل هر مدخل
3. استفاده از اسم اشهر
4. رعایت شیوه‌نامهٔ مرکز نشر دانشگاهی از لحاظ رسم‌الخط
5. تعدد منابع و آثار مراجعه‌شده به‌گونه‌ای که تنها در ۲ مجلد اول کتاب از ۳۶۱ منبع فارسی و ۵۹ مأخذ عربی و ۱۳ دائرةالمعارف استفاده شده‌است.

او با این وجود نقدهایی را هم بر کتاب وارد می‌داند: ذکر احوال کسانی که پس از سال ۱۳۰۰ شمسی متولد شده‌اند، عدم استفاده از ضبط اشهر در برخی از مداخل، استفاده از اختصارات یکسان برای کلمات گوناگون (مثلاً «ش» هم برای «شمسی» و هم برای «شماره»)، و وجود برخی منابع ضعیف در میان منابع متعدد و عمدتاً مقبول کتاب.
رحیم قاسمی این مجموعه را در مجموع «تلاشی ناموفق در معرفی» نام‌آوران می‌داند و چهار ایراد را بر آن وارد می‌داند:
1. خلاصه بودن به‌گونه‌ای که صرفاً ذکر نام نام‌آوران ایرانی در عرصهٔ فرهنگ در این ۱۳ قرن بیش از ۶ جلد کتاب جا می‌گیرد، چه رسد به معرفی آن‌ها. به گفتهٔ قاسمی از معرفی «بسیاری» از مشاهیر غفلت شده اما به کسانی چون «اسماعیل سیاه، حکاک و نگین‌تراش؛ زین‌العابدین، خطاط و نقاش و منبت‌کار و مذهّب؛ حسین تهرانی، نوازندهٔ تنبک؛ اسدالله اصفهانی، شمشیرساز و کوفته‌گر طلا و نقره بر روی فولاد و فلزات سخت» در کنار دانشوران علوم پرداخته شده‌است.
2. تنظیم نامناسب: چون مداخل بر اساس نام مشاهیر و به ترتیب حروف الفبا آمده، گاه از ضبط اشهر غفلت شده و گاه برخی کسان دو بار تکرار شده‌اند.
3. شمار کم منابع استفاده‌شده
4. ضعف در معرفی آثار پدیدآمده با توجه به این نکته که این فرهنگ اعلام راجع به مؤلفان و هنرمندان و سایر پدیدآورندگان است.

قاسمی سپس به ذکر اغلاطی در ۴ جلد نخست کتاب می‌پردازد.